# Ignacio Padilla y Estrada
Ignacio Padilla y Estrada (Ciudad de México, Nueva España, Imperio Español, 1696 - Mérida, Yucatán, Nueva España, Imperio Español, 20 de julio de 1760) fue arzobispo de Santo Domingo y obispo de Yucatán

## Biografía
Fue hijo de los marqueses de Guardiola, Juan Ildefonso de Padilla y Michaela Gregoria de Estrada. Su abuelo fue el oidor Juan de Padilla Guardiola. A pesar de contar con una alta posición social, decidió tomar el hábito de la Orden de San Agustín. Realizó sus estudios en la Universidad, obteniendo un doctorado en teología. Impartió cátedra de filosofía y teología. Fue rector y regente de estudios en el Colegio de San Pablo.
Fue nombrado visitador de los conventos de Guadalajara y La Habana, siendo maestro de número y prior del convento máximo. Tras haber tenido discrepancias con los miembros de su orden decidió viajar a Roma, sin embargo fue alcanzado en Campeche y regresó a la Ciudad de México. Fue elegido procurador general para representar a su provincia en las cortes de Roma y de Madrid.

## Episcopado

### Obispo de Santo Domingo
El 20 de mayo de 1743 fue elegido obispo de Santo Domingo, fue consagrado el 11 de octubre de 1744 en la iglesia de San Isidro del Real. Gobernó su arquidiócesis hasta el año de 1753. Se le ofreció la mitra de Guatemala, sin embargo renunció al nombramiento y manifestó su deseo de obtener la correspondiente de Yucatán. 

### Arzobispo de Yucatán
A título personal, fue nombrado arzobispo de Yucatán el 28 de mayo de 1753, tomó el mando de la diócesis el 7 de noviembre del mismo año.
El 2 de agosto de 1755 fue protagonista de un auto de vista en Valladolid, durante el cual ordenó quemar todo el aguardiente existente y prohibió la venta de esta bebida en pueblos y ranchos con la finalidad de evitar el alcoholismo en la población indígena. Reorganizó el seminario, para el cual mandó construir un nuevo edificio. Fundó el vicerrectorado y las cátedras de filosofía y teología. Se distinguió por ayudar y proteger el convento de las religiosas de la Inmaculada Concepción, en donde fue sepultado, tras su fallecimiento ocurrido el 20 de julio de 1760.